# Vietravel Airlines
Công ty Cổ phần Hàng không Lữ hành Việt Nam, thường được biết đến và hoạt động dưới tên thương mại Vietravel Airlines, là một hãng hàng không Việt Nam thuộc Vietravel. Đây là hãng hàng không đầu tiên có trụ sở tại sân bay Phú Bài, Huế. Thủ tướng Việt Nam đã phê duyệt chủ trương đầu tư hãng hàng không Vietravel Airlines vào ngày 3 tháng 4 năm 2020 và bắt đầu khai thác các chuyến bay thương mại từ ngày 25 tháng 1 năm 2021.
Vietravel Airlines có tổng vốn đầu tư 700 tỷ đồng, trong đó 100% là vốn chủ sở hữu.
Hãng đủ điều kiện để thực hiện dự án khai thác vận tải hàng không trong 50 năm với trên 30 máy bay, bao gồm các đối tượng vận chuyển như hành khách, hàng hóa, hành lý, bưu kiện.Ngày 29 tháng 10 năm 2020, Bộ Giao thông Vận tải Việt Nam đã cấp giấy phép kinh doanh vận chuyển hàng không cho cho Vietravel Airlines.
Trong thời gian đầu, Vietravel Airlines dự kiến khai thác hơn 40 chuyến bay mỗi tuần, tập trung vào tuyến bay Thành phố Hồ Chí Minh - Hà Nội và các điểm đến du lịch như Nha Trang, Phú Quốc. Mục tiêu của hãng này hướng tới nhanh chóng hoàn thiện hệ thống mạng bay nội địa Việt Nam. Kế đến sẽ là các đường bay quốc tế khu vực Đông Bắc Á. cung cấp các dịch vụ vận chuyển hàng không và các gói du lịch trong nước và quốc tế, góp phần nâng cao năng lực vận tải hàng không và phát triển ngành du lịch lữ hành, tăng cường kết nối du lịch liên ngành, liên vùng.
Thị trường quốc tế đầu tiên mà Vietravel Airlines hướng đến là các nước ASEAN, cụ thể Bangkok - Thái Lan, sau đó là các thị trường Vietravel vốn có sẵn lợi thế như Trung Đông, Đông Bắc Á... Hãng cũng bay charter phục vụ du khách.
Trong khuôn khổ lễ ra mắt, Vietravel Airlines đã ký kết với các đối tác quản lý bay, dịch vụ cảng hàng không, dịch vụ mặt đất, xăng dầu, kỹ thuật, bảo hiểm... nhằm đảm bảo quy chuẩn chất lượng hệ thống cung ứng dịch vụ hàng không để phục vụ khách hàng.
Với mô hình hãng hàng không hybrid, Vietravel Airlines mở bán vé đồng hạng với 17 mức giá từ thấp đến cao, áp dụng 3 chính sách đặc biệt bao gồm hỗ trợ sai sót, hỗ trợ trùng booking và chính sách nhân ái.

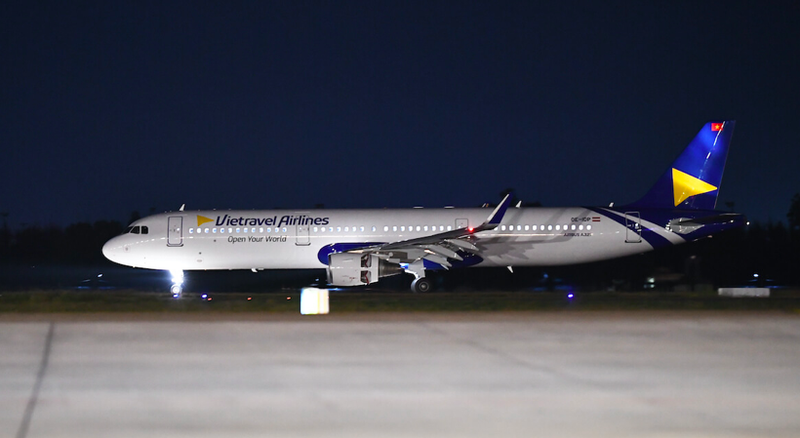
Chiếc máy bay đầu tiên trong đội bay của Vietravel

Hãng dự định mở bán vé ngay đầu tháng 1.2021 để cóđiểm đến này, hãng sẽ tiếp tục mở rộng mạng bay tới những địa điểm thể cất cánh chuyến bay thương mại đầu tiên vào khoảng giữa tháng 1. Các chuyến bay thương mại thường lệ đầu tiên của hãng sẽ là giữa Hà Nội - Huế - Sài Gòn. Từ các  du lịch mới như Phú Quốc, Nha Trang (Cam Ranh), Đà Lạt, Vân Đồn, Đà Nẵng,…
Ngày 8/9/2022, Vietravel Airlines ký kết hợp tác đầu tư và phát triển kinh doanh dịch vụ vận chuyển hàng hóa hàng không (VUAir Cargo) với Asean Cargo Gateway (ACG) theo tỷ lệ góp vốn tương ứng là 51% - 49% với mục tiêu góp phần làm đa dạng hoá các sản phẩm, hoàn thiện hệ sinh thái mà Vietravel Corporation đã đặt ra. Qua đó thúc đẩy hoạt động kinh doanh hàng hoá, khai thác vận chuyển hàng hoá hàng không, đại lý hàng hoá cho các hãng hàng không trong khu vực.

## Quá trình hoạt động
Được khởi động từ đầu năm 2018, dự án thành lập vận tải hàng không lữ hành do Vietravel làm chủ đầu tư đã trải qua quá trình xét duyệt của các cấp có thẩm quyền. Ngày 3 tháng 4 năm 2020, Vietravel Airlines được Thủ tướng Chính phủ Việt Nam chấp thuận chủ trương cho phép đầu tư dự án.
Ngày 29/10/2020, Vietravel Airlines được Bộ Giao thông Vận tải Việt Nam cấp Giấy phép kinh doanh vận chuyển hàng không.
Ngày 24/12/2020, Cục Hàng không Việt Nam chính thức trao giấy chứng nhận người khai thác tàu bay (Aircraft Operator Certificate – AOC) cho Vietravel Airlines, khẳng định năng lực của hãng khi đạt đủ các chứng chỉ, điều kiện cần thiết để tiến hành khai thác thương mại.
Ngày 26/12/2020, nhân kỷ niệm 60 năm kết nghĩa ba thành phố Hà Nội - Huế - Sài Gòn, Vietravel Airlines đã có chuyến bay đầu tiên theo lộ trình Hà Nội dừng tại Huế nhận khách và bay tiếp Thành phố Hồ Chí Minh trong ngày ra mắt.
Ngày 19/1/2021, Vietravel Airlines bắt đầu mở bán chính thức các chuyến bay thương mại.
Hãng bắt đầu các chuyến bay thương mại từ ngày 25 tháng 1 năm 2021. Tháng 12 năm 2022, hãng mở đường bay quốc tế đầu tiên của hãng đến Băng Cốc, Thái Lan.

## Đội bay
Vietravel Airlines nhận máy bay đầu tiên vào đầu tháng 12 năm 2020. Sau 4 năm hoạt động, hãng hiện có 1 tàu bay (VN-A289), các tàu bay VN-A278 và VN-A288 đã trả lại cho bên thuê vào tháng 9 năm 2024 và tháng 4 năm 2025. Hãng cũng có kế hoạch mở đội bay chuyên chở hàng.
Độ tuổi trung bình đội bay tính đến tháng 8 năm 2025 là 10.6 năm.

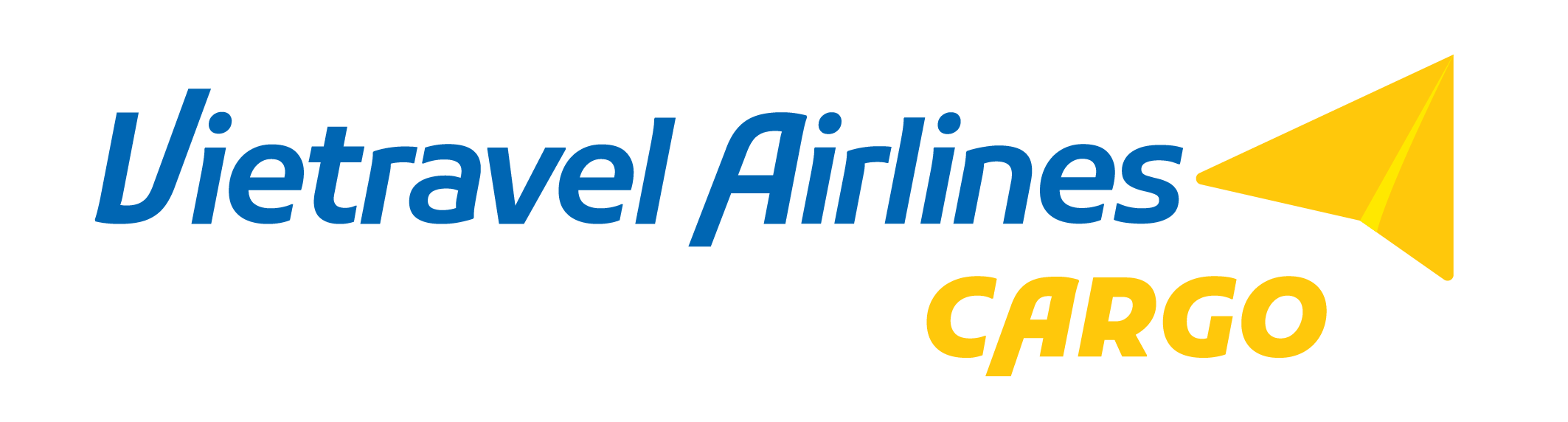
Logo của Vietravel Airlines Cargo

Tính đến tháng 8 năm 2025:
| Máy bay         | Đang hoạt động | Đặt hàng | Hành khách | Hành khách | Hành khách | Ghi chú |
| Máy bay         | Đang hoạt động | Đặt hàng | C          | Y          | Tổng       | Ghi chú |
| Airbus A320-200 | 1              | 1        | —          | —          | 180        |         |
| Airbus A321-200 | 1              | —        | 8          | 220        | 228        |         |
| Airbus A321-200 | 1              | —        | —          | 220        | 220        |         |
| Tổng cộng       | 3              | 1        |            |            |            |         |

| Máy bay         | Đang hoạt động | Đặt hàng | Ghi chú |
| --------------- | -------------- | -------- | ------- |
| Boeing 737-800F | —              | 2-4      | [ 10 ]  |
| Tổng cộng       | —              | 2-4      |         |

## Tuyến bay
Hãng hiện đang phục vụ các địa điểm dưới đây. Vietravel Airlines bắt đầu mở bán vé thương mại từ ngày 19/01/2021. Các chuyến bay thương mại đầu tiên cất cánh vào ngày 25 tháng 1 năm 2021. Mạng đường bay theo trục Bắc - Nam, điểm đến là cảng hàng không của 6 thành phố lớn bao gồm Hà Nội, TP. Hồ Chí Minh, Đà Nẵng, Huế, Phú Quốc, Quy Nhơn với tần suất bay dự kiến từ 1 - 2 chuyến một ngày cho mỗi tuyến bay. Tháng 12 năm 2022, hãng khai thác đường bay đến Bangkok - đường bay quốc tế đầu tiên của hãng.
|  | Sân bay căn cứ (Hub)                                   |
|  | Điểm đến theo mùa (Seasonal)                           |
|  | Điểm đến trong tương lai (Future)                      |
|  | Điểm đến quan trọng (Focus City)                       |
|  | Điểm đến chỉ có trong chuyến bay thuê chuyến (Charter) |

| Thành phố Phường/Xã | Quốc gia Tỉnh/Thành   | Mã IATA | Mã ICAO | Sân bay                            | Khởi hành từ                                      |
| ------------------- | --------------------- | ------- | ------- | ---------------------------------- | ------------------------------------------------- |
| Bắc Cam Ranh        | Khánh Hòa             | CXR     | VVCR    | Sân bay quốc tế Cam Ranh           | Hà Nội                                            |
| Bangkok             | Thái Lan              | BKK     | VTBS    | Sân bay quốc tế Suvarnabhumi       | Hà Nội, Thành phố Hồ Chí Minh                     |
| Daegu               | Hàn Quốc              | TAE     | RKTN    | Sân bay quốc tế Daegu              | Nha Trang                                         |
| Đức Trọng           | Lâm Đồng              | DLI     | VVDL    | Sân bay Liên Khương                | Hà Nội                                            |
| Đài Bắc             | Đài Loan              | TPE     | RCTP    | Sân bay quốc tế Đào Viên Đài Loan  | Phú Quốc                                          |
| Hải An              | Hải Phòng             | HPH     | VVCI    | Sân bay quốc tế Cát Bi             | Thành phố Hồ Chí Minh                             |
| Hòa Cường           | Đà Nẵng               | DAD     | VVDN    | Sân bay quốc tế Đà Nẵng            | Hà Nội, Thành phố Hồ Chí Minh                     |
| Nội Bài             | Hà Nội                | HAN     | VVNB    | Sân bay quốc tế Nội Bài            | Đà Lạt, Đà Nẵng, Nha Trang, Thành phố Hồ Chí Minh |
| Ma Cao              | Ma Cao                | MFM     | VMMC    | Sân bay quốc tế Ma Cao             | Đà Nẵng, Nha Trang                                |
| Phú Quốc            | An Giang              | PQC     | VVPQ    | Sân bay quốc tế Phú Quốc           | Thành phố Hồ Chí Minh                             |
| Phù Cát             | Gia Lai               | UIH     | VVPC    | Sân bay Phù Cát                    | Thành phố Hồ Chí Minh                             |
| Sao Vàng            | Thanh Hóa             | THD     | VVTX    | Sân bay Thọ Xuân                   | Thành phố Hồ Chí Minh                             |
| Tam Á               | Trung Quốc            | SYX     | ZJSY    | Sân bay quốc tế Phượng Hoàng Tam Á | Hà Nội                                            |
| Tân Sơn Nhất        | Thành phố Hồ Chí Minh | SGN     | VVTS    | Sân bay quốc tế Tân Sơn Nhất       | Đà Nẵng, Hà Nội, Hải Phòng, Phú Quốc, Thanh Hóa   |